# Карл Бартенбах
Карл Бартенбах (нім. Karl Bartenbach; 29 листопада 1881, Беккінген — 24 жовтня 1949, Ерінген) — німецький військово-морський діяч, один з творців підводного флоту Німеччини, віцеадмірал запасу крігсмаріне (19 серпня 1939). Кавалер ордена Pour le Mérite.

## Біографія
12 квітня 1898 року вступив у ВМФ кадетом. Закінчив військово-морське училище (1900) зі спеціальним курсом. Служив на надводних кораблях і міноносцях. З 4 березня 1908 по 31 березня 1910 року командував підводним човном U-1, один з перших офіцерів підводного флоту. З 1912 року — керівний співробітник Управління та інспекції підводного флоту. Учасник Першої світової війни. З 5 листопада 1914 по 12 травня 1915 року — командир спеціального судна «Вулкан» і директор бойової підготовки підводників. З 29 березня 1915 року — командувач підводною флотилією «Фландрія», з 1 жовтня 1917 року — керівник підводних човнів у Фландрії. Командир і організатор підводної війни проти франко-британського флоту на Півночі Франції, мав величезний авторитет в підводному флоті. 1 листопада 1918 року переведений в Адмірал-штаб. З 16 грудня 1918 року — начальник Управління служби підводного флоту, попри заборону Німеччині мати підводний флот, зробив все зусилля, щоб зберегти кадри підводників. 26 січня 1920 вийшов у відставку, в 1920-34 роках — радник при фінському і аргентинському ВМФ. 1 червня 1934 року повернувся на службу і 1 листопада 1934 року призначений начальником управління підводної оборони в Морському управлінні. З 18 жовтня 1935 по 16 лютого 1938 року — начальник Статистичного управління ОКМ. Консультував командування флотом з питання використання підводних човнів. 31 травня 1943 вийшов у відставку.

## Нагороди
- Орден дому Саксен-Ернестіне, лицарський хрест 2-го класу (12 жовтня 1904)
- Орден Зірки Румунії, офіцерський хрест (6 серпня 1909)
- Орден Червоного орла 4-го класу (5 вересня 1909)
- Залізний хрест
  - 2-го класу (30 квітня 1915)
  - 1-го класу (15 липня 1915)
- Орден «За військові заслуги» (Баварія) 4-го класу з мечами і короною (17 січня 1916)
- Королівський орден дому Гогенцоллернів, лицарський хрест з мечами (27 липня 1916)
- Орден Вюртемберзької корони, лицарський хрест з мечами (1916)
- Ганзейський Хрест (Любек; 6 червня 1917)
- Pour le Mérite (27 жовтня 1917)
- Військовий Хрест Фрідріха-Августа (Ольденбург) 2-го і 1-го класу
- Хрест «За військові заслуги» (Брауншвейг) 2-го і 1-го класу
- Хрест «За військові заслуги» (Австро-Угорщина) 3-го класу з військовою відзнакою (4 вересня 1918)
- Фландрійський хрест із застібкою «Морська війна»
- Почесний хрест ветерана війни з мечами
- Медаль «За вислугу років у Вермахті»
  - 4-го, 3-го і 2-го класу (18 років; 2 жовтня 1936) — отримав 3 нагороди одночасно.
  - 1-го класу (25 років; 31 жовтня 1937)